# Pionierbrigade 10
Die Pionierbrigade 10 war eine der Pionierbrigaden des Heeres der Bundeswehr. Der Stabssitz war die Kaserne Auf der Freiheit in Schleswig. Die Pionierbrigade unterstand dem Wehrbereichskommando I / 6. Panzergrenadierdivision.

## Geschichte

### Aufstellung
Nach Ende des Ost-West Konflikts wurde die Struktur der Pioniertruppe zur Einnahme der Heeresstruktur V bzw. V (N) geändert. Ein Großteil der Pioniertruppe des Feld- und Territorialheeres war bisher in Pionierkommandos gegliedert. Die deutschen Korps führten als Korpstruppen je ein Pionierkommando. Analog führten die Territorialkommandos ebenfalls entweder ein direkt unterstelltes Pionierkommando bzw. im Falle des Territorialkommandos Schleswig-Holstein ein Pionierregiment vergleichbarer Größe. Auf Ebene der meisten Divisionen waren Pionierbataillone als Teil der Divisionstruppen ausgeplant; im Territorialheer führte analog jedes Wehrbereichskommando ein Pionierregiment.
In der neuen Struktur wurde die Masse der oben aufgezählten Truppenteile der Pioniere des Feld- und Territorialheers – soweit diese nicht außer Dienst gestellt wurden – in neu aufgestellten Pionierbrigaden zusammengefasst. Die Pionierbrigaden wurden jeweils einem Stab eines Wehrbereichskommandos/Division unterstellt. Diese fusionierten Großverbände neuen Typs vereinten Truppenteile und Aufgaben des bisherigen Feld- und Territorialheeres. Erst im Verteidigungsfall wären die Verbände voraussichtlich wieder getrennt worden. Ähnliches galt für die Pionierbrigaden.
Die Pionierbrigade 10 wurde am 1. April 1993 in der Kaserne Auf der Freiheit in Schleswig aufgestellt und dem etwa zeitgleich fusionierten Wehrbereichskommando I / 6. Panzergrenadierdivision unterstellt.

### Auflösung
Etwa zeitgleich mit der Auftrennung des Wehrbereichskommandos I und der 6. Panzergrenadierdivision und der anschließenden Außerdienststellung der 6. Panzergrenadierdivision, wurde die Pionierbrigade 10 am 30. Juni 1997 außer Dienst gestellt.

## Verbandsabzeichen

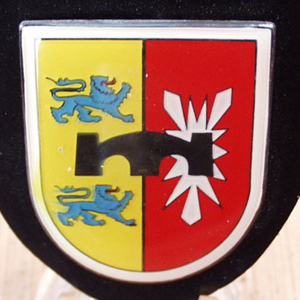
Internes Verbandsabzeichen des Stabes/Stabskompanie

Die Pionierbrigade führte anders als die meisten anderen Brigaden des Heeres kein eigenes Verbandsabzeichen. Die Soldaten trugen daher das Verbandsabzeichen des übergeordneten Wehrbereichskommandos bzw. der übergeordneten Division.
Als „Abzeichen“ wurde daher unpräzise manchmal das interne Verbandsabzeichen des Stabes und der Stabskompanie „pars pro toto“ für die gesamte Pionierbrigade genutzt. Es zeigte ähnlich wie im Wappen Schleswig-Holsteins und ähnlich wie im Wappen der 6. Panzergrenadierdivision die Schleswiger Löwen und das holsteinische Nesselblatt. Die in der schwarzen Waffenfarbe der Pioniertruppe gehaltene stilisierte Brücke wird so ähnlich im Barettabzeichen der Truppe gezeigt. Sie taucht ähnlich in den anderen internen Verbandsabzeichen der Stäbe und der Stabskompanien der übrigen Pionierbrigaden auf.